# Johannes der Täufer

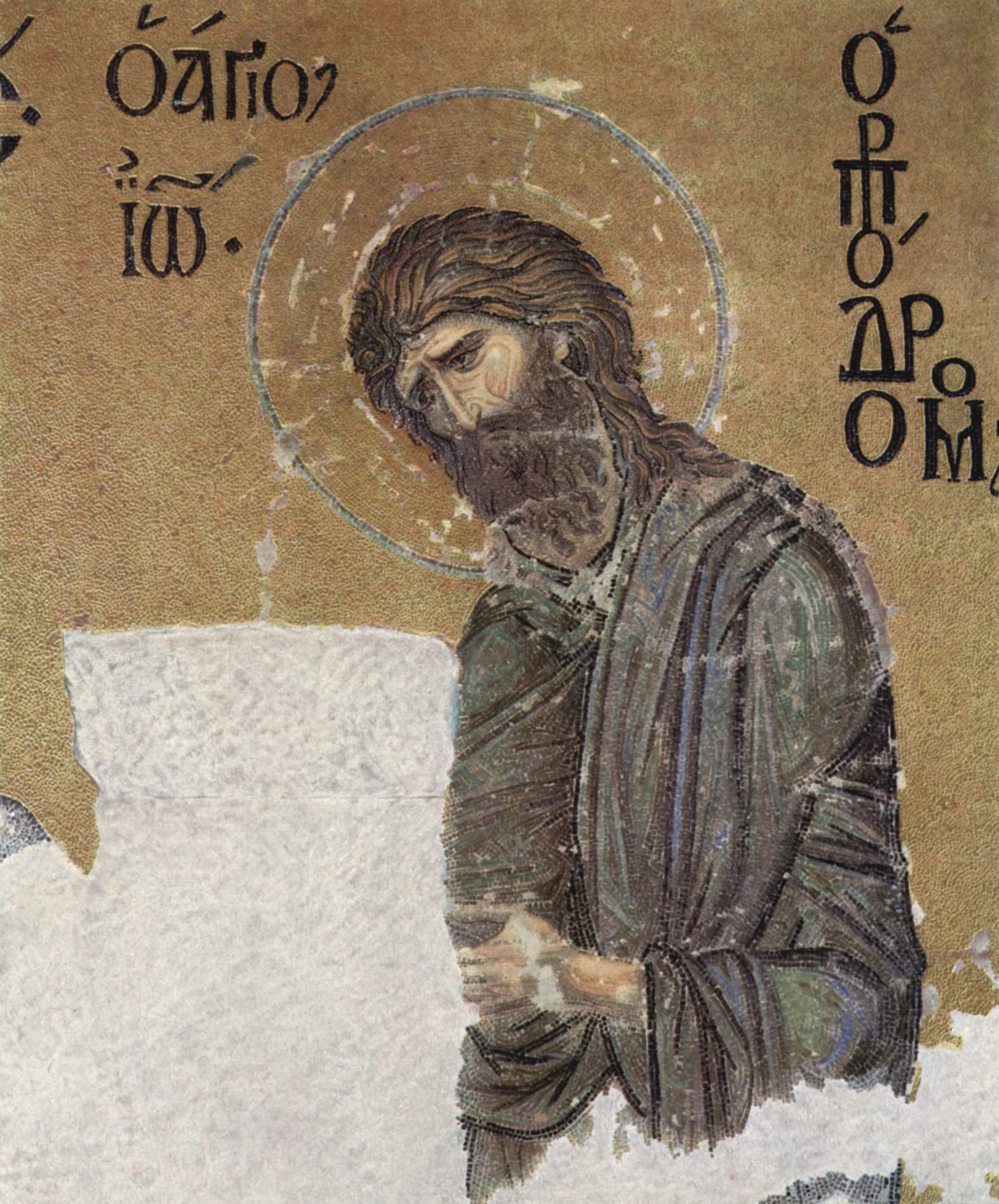
Mosaik Johannes’ des Täufers mit der Inschrift Ό άγιος Ιω[άννης] ό Πρόδρομος („der heilige Johannes der Vorläufer“) in der Hagia Sophia in Istanbul, 12. Jhd.

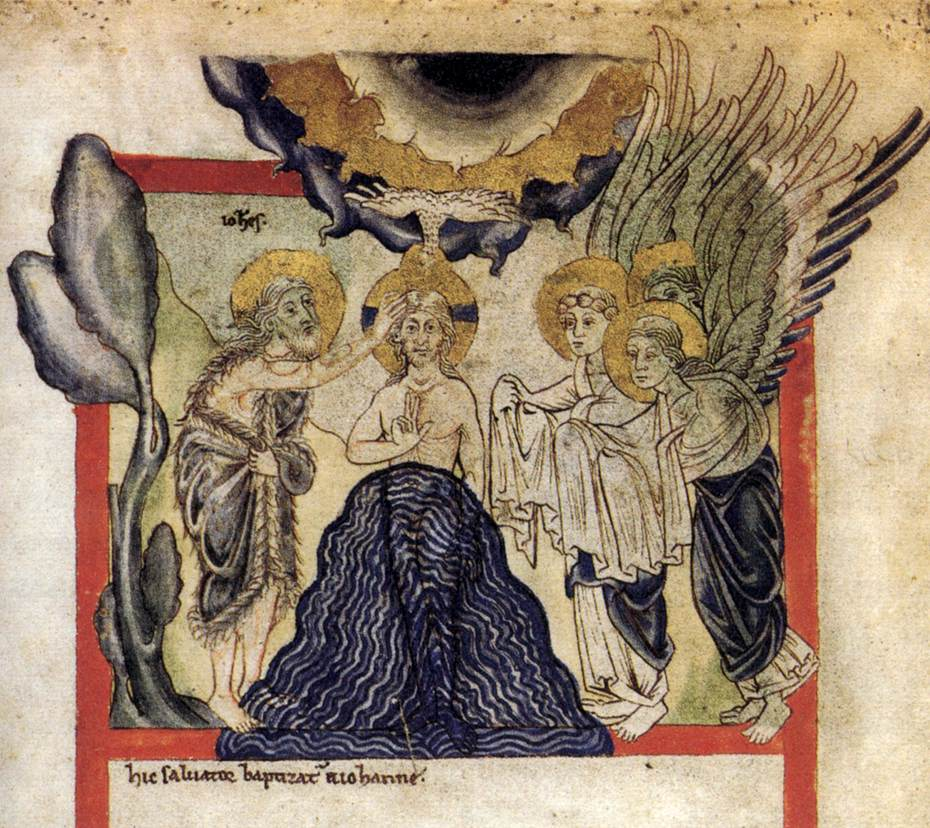
Die Taufe Christi, französische Miniatur, um 1165 (Gemäldegalerie der Staatlichen Museen zu Berlin)

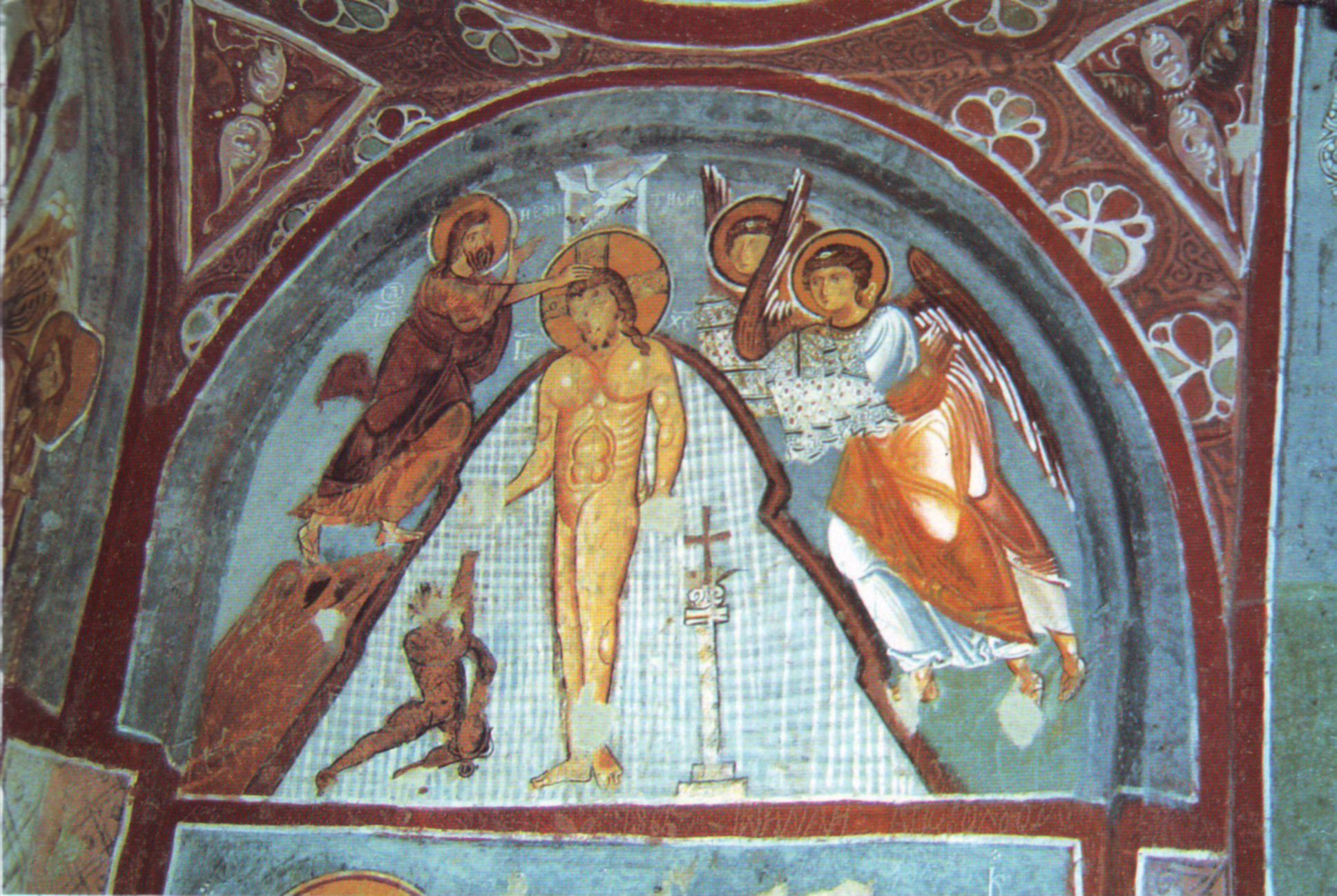
Taufe Christi, kappadokisches Fresko, 12. Jhd.

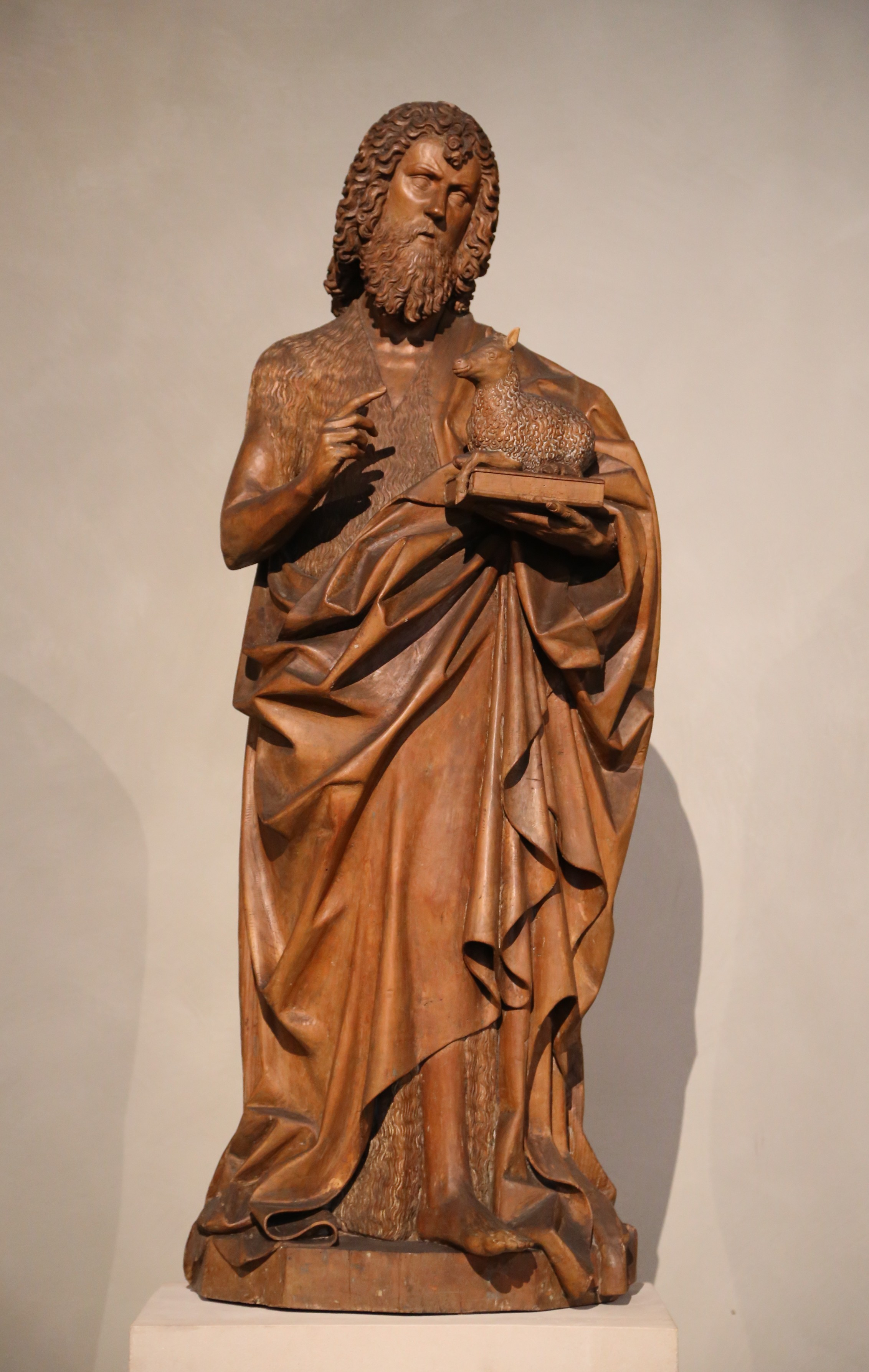
Hl. Johannes der Täufer von Hans Multscher, um 1459 (Bayerisches Nationalmuseum, München)

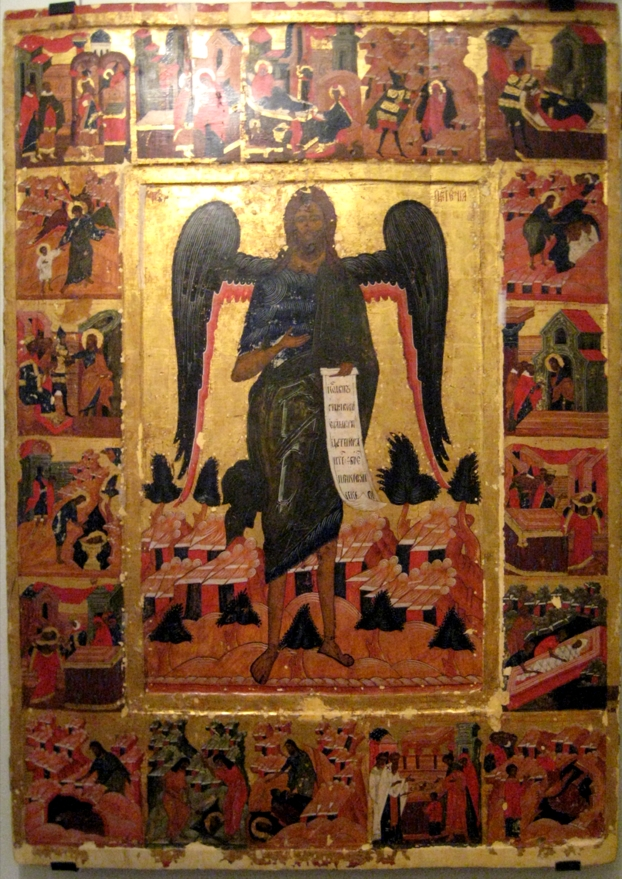
Johannes d.T. mit Engelsflügeln und 18 Szenen aus seinem Leben. Schule von Nischni Nowgorod, 16. Jhd.

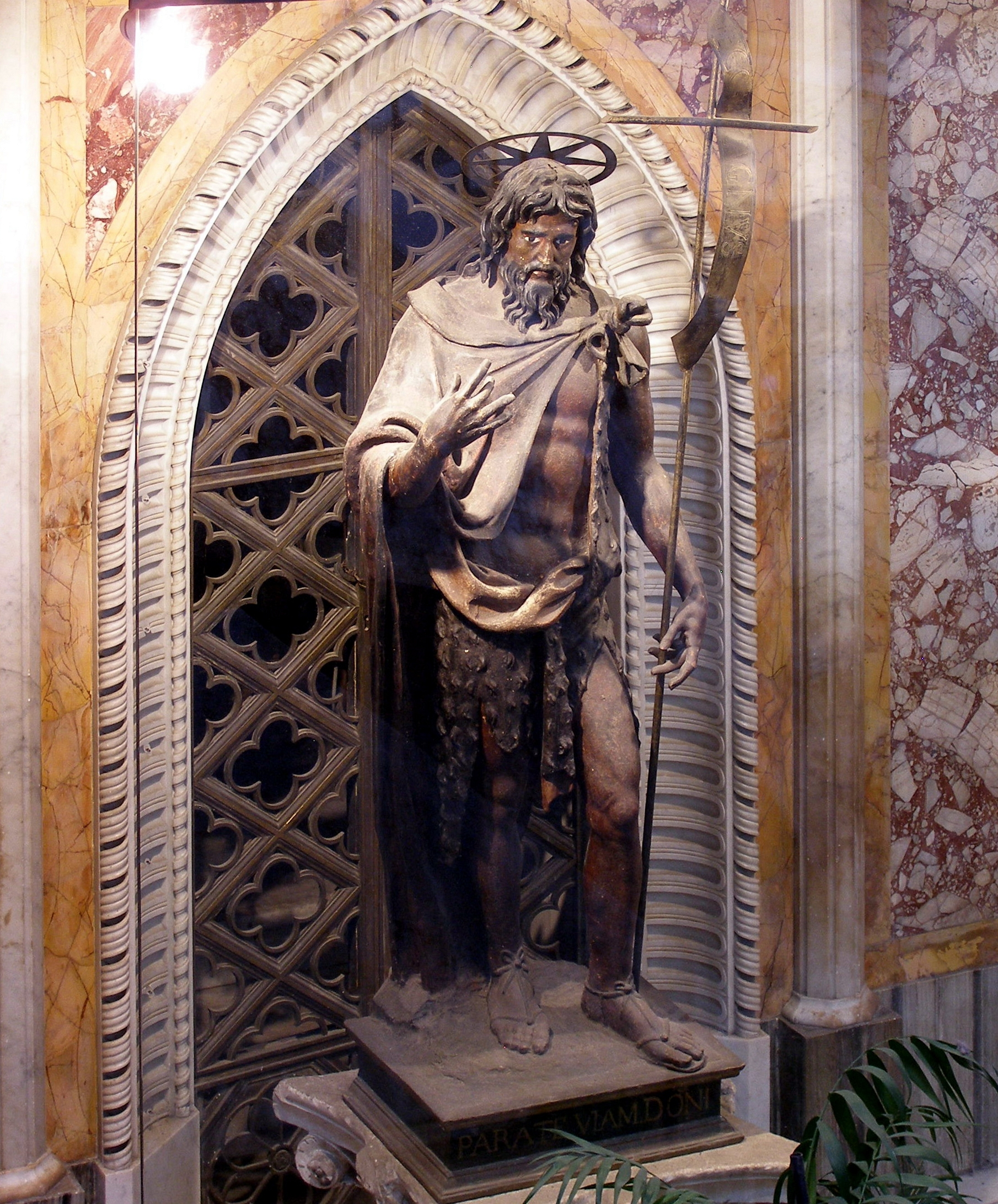
Statue Johannes’ des Täufers unterhalb des Papstaltares in der ihm geweihten Lateranbasilika, 18. Jhd.

Johannes der Täufer, lateinisch Ioannes Baptista (geboren etwa 5 v. Chr.; gestorben um 30 bzw. vor 36 n. Chr. in Machaerus), war ein jüdischer Bußprediger, der um 28 n. Chr. in Galiläa und Judäa auftrat. Er wirkte im antiken Judentum und hatte auch in der jüdischen Diaspora Anhänger. Seine Historizität wurde teils auch bestritten, wird aber nach heute vorherrschender Ansicht durch den jüdischen Geschichtsschreiber Flavius Josephus bestätigt.
Johannes wird im von Urchristen in griechischer Sprache verfassten Neuen Testament als Prophet der Endzeit mit eigener Anhängerschaft und Wegbereiter Jesu Christi dargestellt. Deswegen verehren ihn viele Kirchen als Heiligen. Die Mandäer führten ihre Religion auf ihn zurück und sehen ihn als ihren wichtigsten Propheten. Im Koran, der heiligen Schrift des Islam, ist Johannes bzw. Yahya der drittletzte Prophet vor ʿĪsā ibn Maryam (Jesus) und Mohammed (Sure 3,39).

## Name
Nach Lk 1,13  bekam Johannes seinen Vornamen aufgrund des Auftrags des Engels Gabriel an seinen Vater Zacharias. Dem leisteten Zacharias und Elisabet Folge, obwohl die Nachbarn und Verwandten den neugeborenen Jungen nach seinem Vater benennen wollten (Lk 1,59–63 ).
Der Name Johannes, altgriechisch Ἰωάννης Iōánnēs, geht auf den in der Antike verbreiteten hebräischen Vornamen יֹוחָנָן jôḥānān zurück und bedeutet „der Herr ist gnädig“.
Bereits im Neuen Testament wird sein Name wiederholt mit dem Beinamen „der Täufer“, altgriechisch Ἰωάννης ὁ βαπτιστής Iōánnēs ho baptistḗs, genannt (Mt 3,1  u. ö.), eine Formulierung, die auch Josephus nutzt. Lediglich in Mk 6,14  wird der Beiname als Partizip Ἰωάννης ὁ βαπτίζων Iōánnēs ho baptízōn, „Johannes, der Taufende“ verwendet. Die Vulgata gibt seinen Namen als Ioannes Baptista wieder.
Im Hebräischen lautet der Name יוֹחָנָן הַמַּטְבִּיל jōḥānān hammaṭbîl, klassisch-syrisch ܝܘܚܢܢ ܡܥܡܕܢܐ yōḥan mʿēmdanʾā.

## Geburt und Kindheit

Elisabeth stillt den neugeborenen Johannes, Klosterneuburger Evangelienwerk, ca. 1340

Von geringem historischem Gewicht dürften die Erzählungen über die Geburt und Kindheit des Täufers in Lk 1–2  sein. Hier vermuten manche Theologen Personallegenden aus dem Kreis der Täuferverehrer, die die spätere Bedeutung des Täufers schon auf die Ereignisse um die Geburt und Kindheit des Johannes übertragen und mithilfe alttestamentlicher Motive ausmalend veranschaulichen wollen. Doch sind auch diese Texte für eine historische Rekonstruktion keineswegs unergiebig. Nach Lk 1,13–15  wird Johannes vor seiner Geburt vom Engel Gabriel als ein von Wein und berauschenden Mitteln abstinenter Mann angekündigt. Diese Weinaskese kann nach Am 2,11f   als für Propheten charakteristisch gedeutet werden.
Wahrscheinlich stammte Johannes aus priesterlichem Geschlecht: Nach Darstellung des Lukasevangeliums war Johannes der Sohn des Priesters Zacharias aus der Priesterklasse Abija und der Elisabet aus dem Geschlecht Aarons (Lk 1,5 ). Da die Priesterklasse Abija eine der unbedeutenderen der 24 Priesterklassen (1 Chr 24,19 ) war, könnte es sich durchaus um eine zuverlässige Angabe handeln.
Geboren wurde Johannes nach Lk 1,5  „zur Zeit des Herodes, des Königs von Judäa“; dieser regierte von 38 v. Chr. bis 4 v. Chr. In Lk 1,39  erfährt der Leser als Wohnort der Elisabet: „eine Stadt im Bergland von Judäa“. Schon diese unpräzisen Angaben weisen auf das geringe historische Interesse des Verfassers hin, dem wesentlich an einer Aussage auf der theologischen Bedeutungsebene gelegen ist.
Von Lk 1,80  ausgehende Spekulationen über einen Qumran-Aufenthalt des jungen Johannes lassen sich historisch nicht verifizieren. Bei der Angabe „lebte in der Wüste bis zu dem Tag, an dem er den Auftrag erhielt, in Israel aufzutreten“ dürfte das Motiv des Aufenthalts und Wirkens in der Wüste, das den Täufer als Propheten kennzeichnet, auf die Zeit vor seiner Berufung vorgezogen worden sein.

## Zeit und Ort des Auftretens

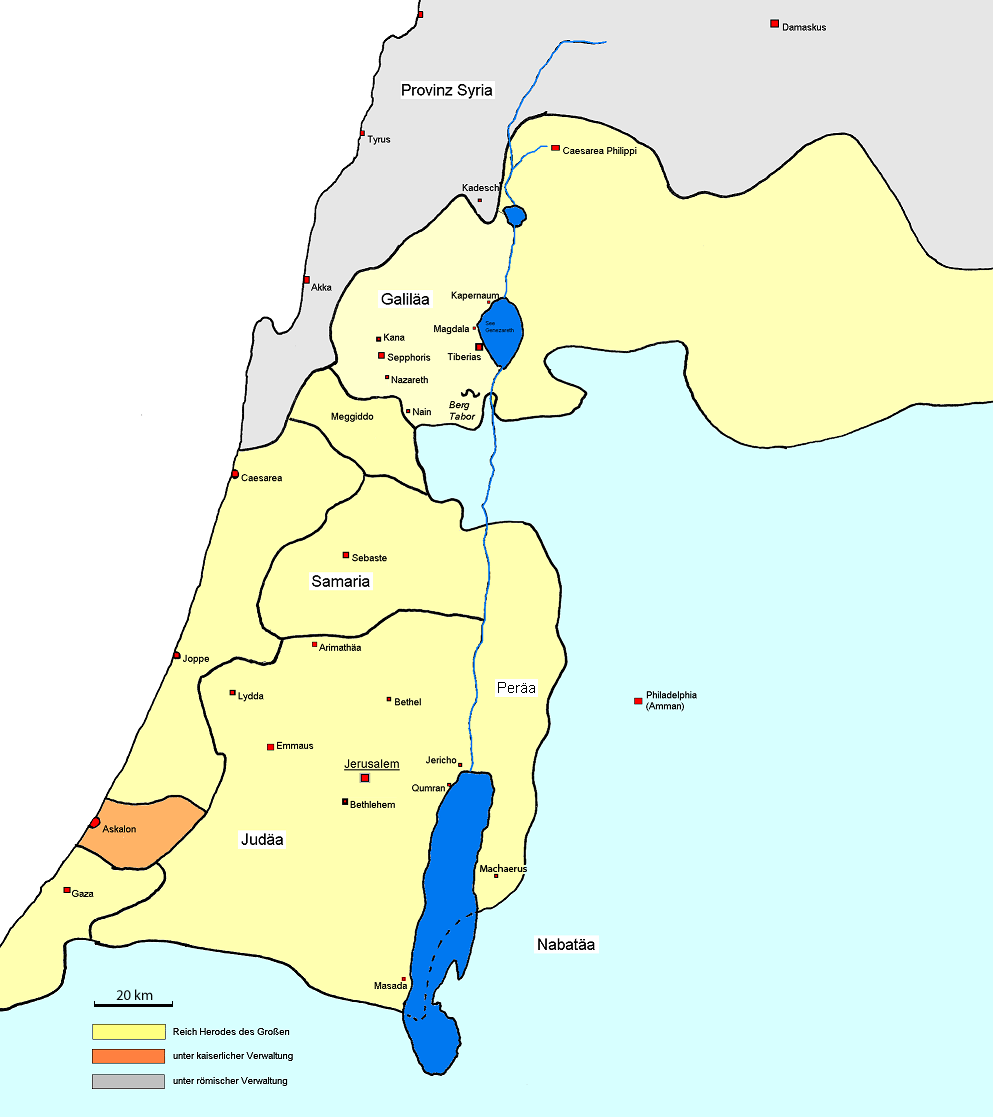
Judäa, Samaria, Galiläa und Peräa zur Zeit des Herodes, Klientelkönig von ca. 39 v. Chr. bis 4 v. Chr.

Nach Angaben in Lk beginnt das Auftreten des Johannes „im fünfzehnten Jahr der Regierung des Kaisers Tiberius“ (Lk 3,1 ), was auf die Jahre 27–29 n. Chr. verweist. Das 15. Regierungsjahr von Tiberius war im Jahre 27/28 oder 29/30 n. Chr., je nachdem ob man seine Regierungsjahre ab dem Zeitpunkt seiner Mitherrschaft mit Augustus (Frühjahr 13) oder ab dem Zeitpunkt seiner Alleinherrschaft (August 14) rechnet. Die Unschärfe der Datierung ergibt sich auch aus der Unsicherheit, ob der Autor das Jahr nach der im Orient gebräuchlichen seleukidischen oder der römischen Zeitrechnung beginnen ließ.
Die biblischen Ortsangaben geben einen widersprüchlichen Befund über den Ort des Auftretens des Täufers: in der Wüste am Jordan (Mk 1,3–5 ), in der Wüste von Judäa (Mt 3,1 ), Betanien, jenseits des Jordans (Joh 1,28;10,40 ) oder in Aenon bei Salim (Joh 3,23 ). Reisegruppen wird in heutiger Zeit sowohl am Westufer des Jordans (Westjordanland) wie am Ostufer (Jordanien) die „authentische“ Taufstelle präsentiert. Die besseren Argumente dürfte aber die jordanische Ostseite für sich beanspruchen. Nur dort, im Peräa der Bibel, hatte Herodes Antipas das Recht, den Täufer gefangenzusetzen (Mk 6,17–29 ; Jos Ant XVIII 5,2); auch alttestamentliche Traditionen scheinen bei der Ortswahl für Johannes eine Rolle gespielt zu haben (Jos 3 und 4 ; 2 Kön 2,1–18 ). Erst in späteren Jahrhunderten wurde die Taufstelle vor allem aus praktischen Gründen am westlichen Jordanufer lokalisiert; frühestes Zeugnis für diese Tradition ist das berühmte Mosaik von Madaba (6. Jahrhundert), die älteste erhaltene Karte Palästinas.

## Öffentliches Wirken und Hinrichtung

### Das öffentliche Wirken

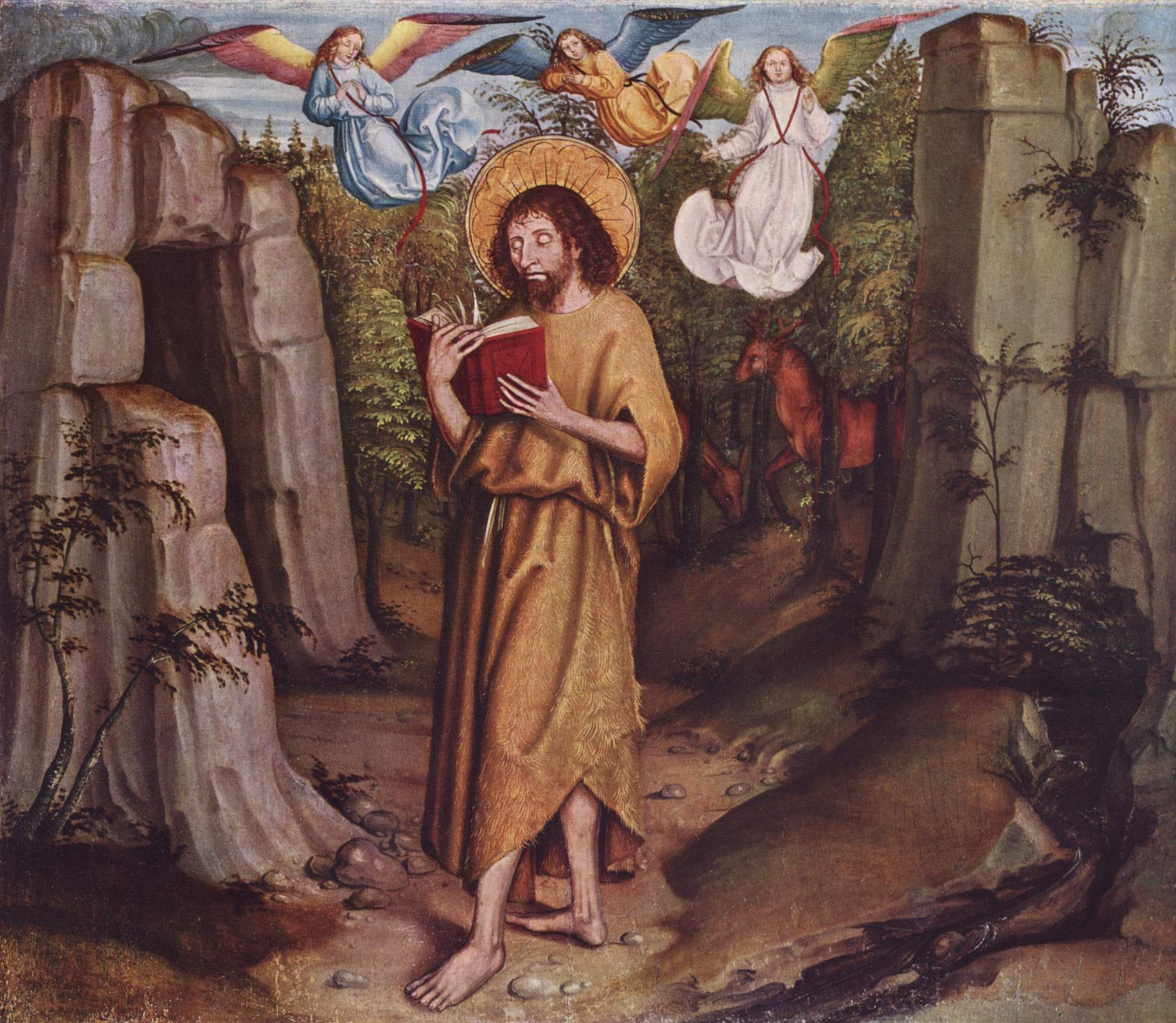
Johannes d. T. in der Wüste, Gemälde des Berner Nelkenmeisters, um 1490 (Kunsthaus Zürich)

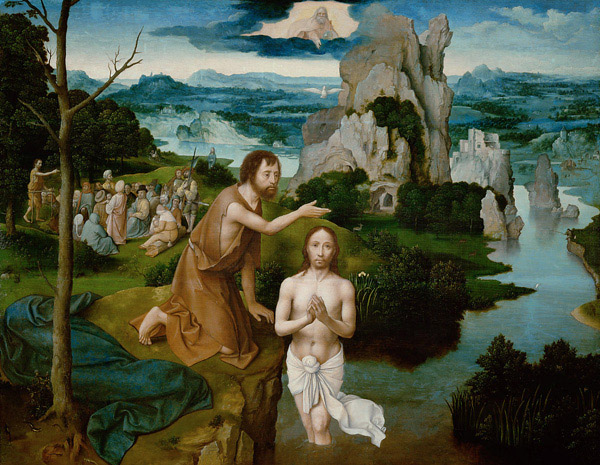
Taufe Christi, Joachim Patinir, um 1515 (Kunsthistorisches Museum Wien)

Etwa um die Jahre 27/28 oder 29/30 n. Chr. begann Johannes der Täufer sein öffentliches Wirken. Sein Hauptwirkungsgebiet war im damaligen Peräa auf der anderen Seite des Jordans gegenüber von Jericho. Er führte ein betont asketisches Leben – laut Mk 1,6  soll er sich von Heuschrecken und wildem Honig ernährt haben. Er predigte im Stil der alten Propheten und taufte (die Taufe bestand damals in einem Eintauchen ins Wasser, vgl. Wortherkunft). Johannes rief zur Umkehr auf und kündigte das Kommen des Gottesreiches und „eines Stärkeren“ zum endzeitlichen Gericht an (Mt 3,1.11–12 ; Lk 3,4.15–17 ). Damit gilt er im Christentum als Wegbereiter der unmittelbar bevorstehenden Ankunft des Messias und wird mit Elija in Verbindung gebracht.
Die Anhängerschaft von Johannes war zahlreich, darunter auch Jesus von Nazaret, der sich durch ihn taufen ließ. Johannes und Jesus gehören mit ihrer Gerichtsbotschaft zur prophetischen Tradition Israels und standen damit außerhalb der jüdischen Gruppen ihrer Zeit, die auch keine Taufe kannten. Jesus scheint mit Billigung des Johannes am Jordan getauft zu haben (Joh 3,22 ; Joh 4,1–2 ).
Auf die Frage von im Dienste der Herodesdynastie stehenden jüdischen Soldaten: Was sollen wir tun? antwortete Johannes: Tut niemandem Gewalt an, erpresst niemanden und begnügt euch mit eurem Solde (Lk 3,14 ). Viele dieser Soldaten wurden Anhänger des Johannes. Ein Teil der Anhängerschaft des Johannes schloss sich nach dessen Tod Jesus von Nazaret an (z. B. Apg 19,1–7 ). In der späteren Geschichte findet man die Johannesjünger unter dem Namen Mandäer wieder.

### Gefangennahme

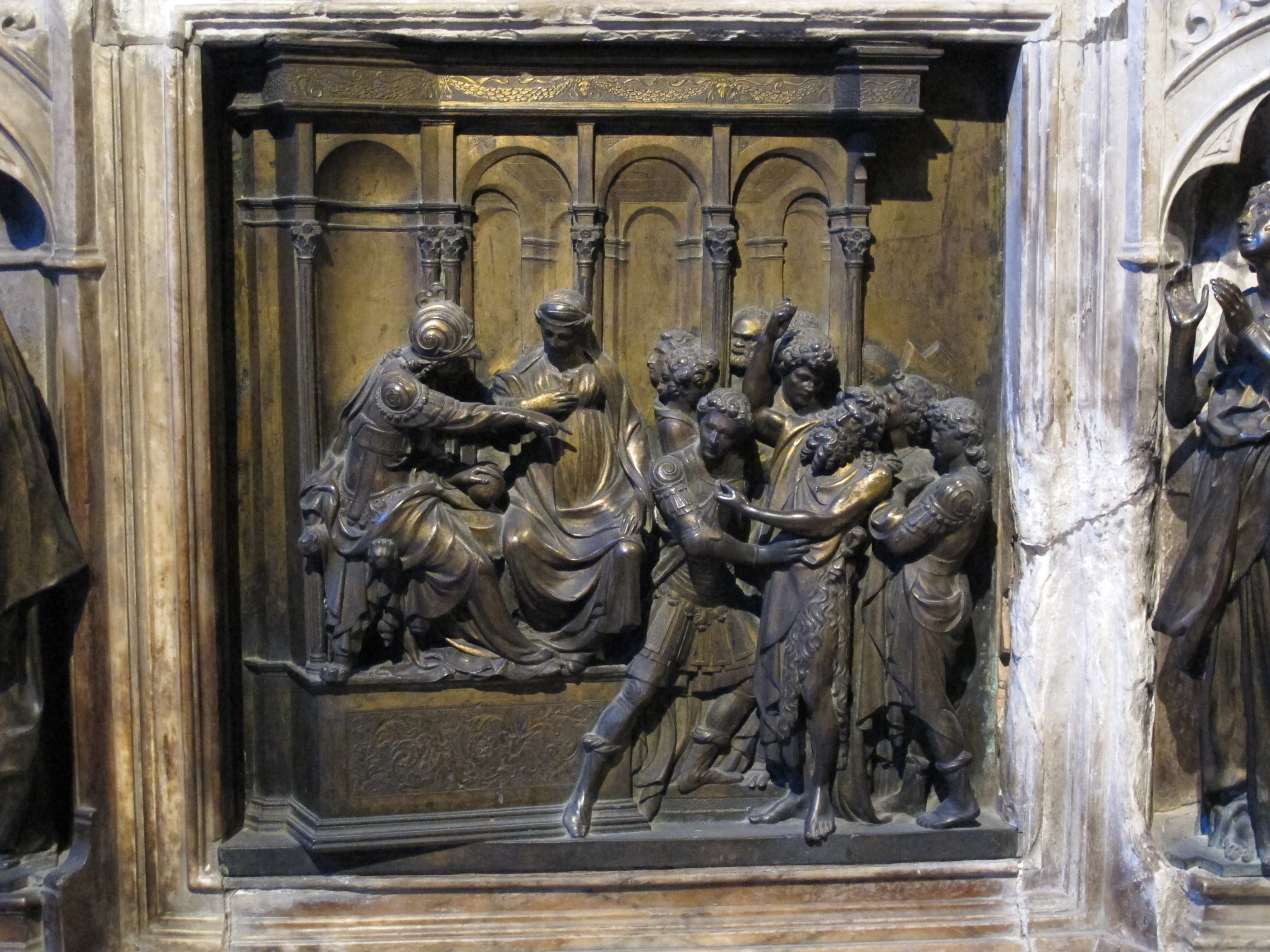
Gefangennahme des Täufers, Bronzerelief von Lorenzo Ghiberti, 1427, Florenz

Herodes Antipas war verheiratet mit Phasaelis, der Tochter des Nabatäer-Königs Aretas IV. Später vermählte er sich noch mit Herodias, der Frau seines Halbbruders Herodes Boethos, der im Neuen Testament „Philippus“ genannt wird (wohl ein Beiname). Um Herodias heiraten zu können, verstieß Herodes Antipas seine erste Frau Phasaelis.
Nach den Evangelien wurde Johannes ins Gefängnis geworfen, kurz nachdem er Jesus getauft hatte und Jesus mit einigen Jüngern eine eigenständige Täufergemeinschaft gebildet hatte (Joh 3,22-26 , Mk 1,14 , Mt 4,12 , Lk 3,19–20 ). Die Forschung datiert die Gefangennahme auf 27/28 oder ca. 30/31. Der Grund für die Gefangennahme war nach den Evangelien, dass Johannes Herodes Antipas dafür kritisiert hatte, dass er die Frau seines Bruders geheiratet hatte (Mt 14,3–4 , Lk 3,19 ). Nach Flavius Josephus war der Grund seiner Inhaftierung, dass Herodes fürchtete, „das Ansehen des Mannes, dessen Rat allgemein befolgt zu werden schien, möchte das Volk zum Aufruhr treiben“ (Ant. Jud. 18,5,2). Er hielt ihn auf seiner Grenzfestung Machaerus am Ostufer des Toten Meeres gefangen, welche die Grenze zwischen dem Territorium von Antipas und dem von Aretas sicherte (Jüd. Alt. XVIII 5,2).

### Hinrichtung

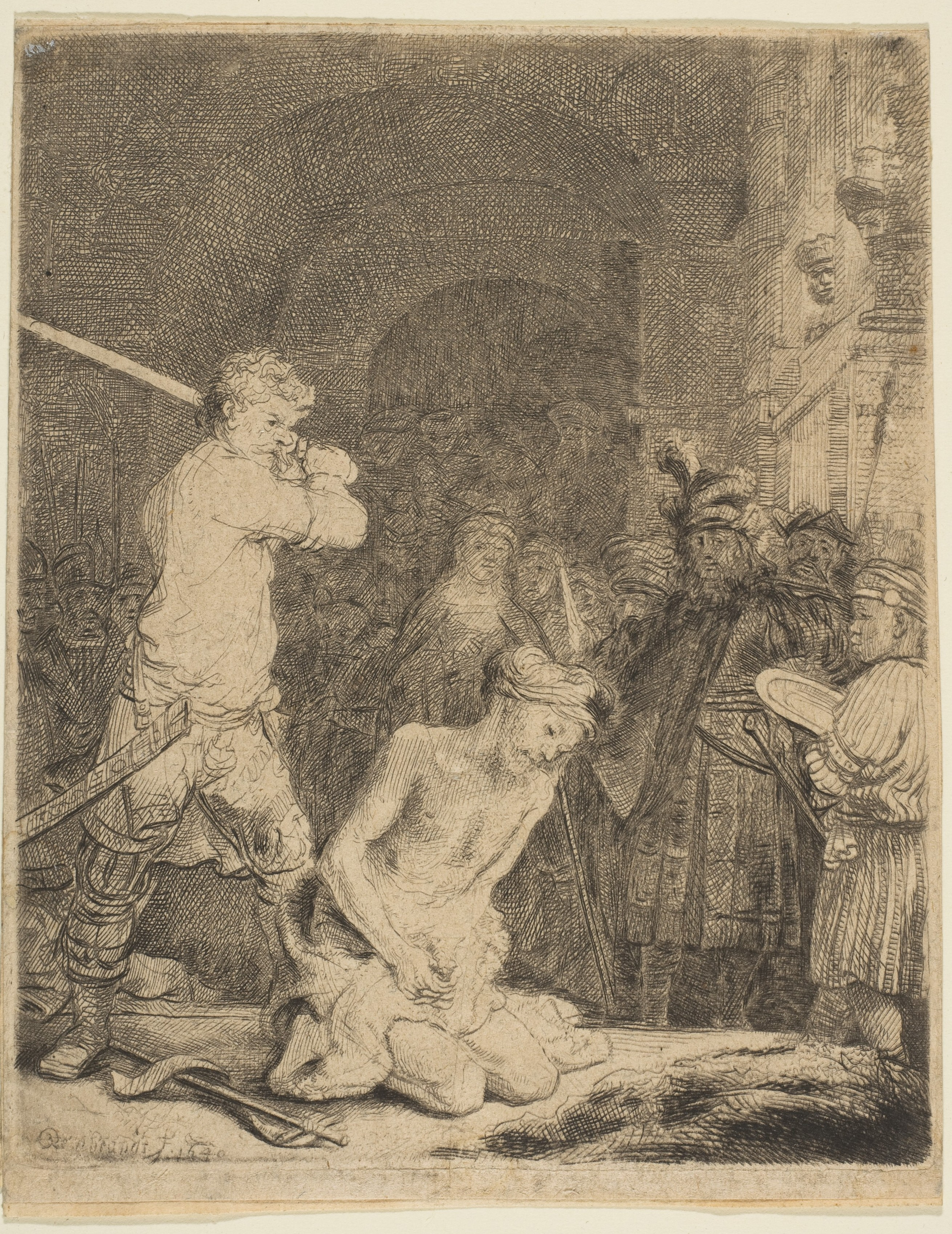
Enthauptung des Täufers, Radierung von Rembrandt, um 1640 (Metropolitan Museum of Art, New York)

Nach Mk 6,17–29  und Mt 14,3–12  soll die Tochter von Herodes’ Frau Herodias, von ihr dazu angestiftet, von Herodes den Kopf Johannes’ des Täufers als Belohnung für einen Tanz gefordert und erhalten haben. Der Name Salome der Tochter wird in den Evangelien nicht genannt, wohl aber bei Flavius Josephus (Jüd. Alt. XVIII 5,4), der jedoch den konkreten Anlass für die Hinrichtung nicht erwähnt. Über deren Ort schweigen wiederum die Evangelien; nach Josephus geschah sie auf Machaerus.
Die Hinrichtung erfolgte wahrscheinlich im Jahre 28/29 oder 31/32; nach den Evangelien am Geburtstag des Herodes Antipas, dessen genaues Datum bis heute unbekannt ist. Ein kirchlicher Gedenktag „Enthauptung des heiligen Johannes des Täufers“ wird am 29. August gefeiert. Unklar ist aber, ob dies dem historischen Todestag oder dem Weihetag der byzantinisch-fränkischen St.-Johannes-Kathedrale in Samaria entsprechen soll, in der sich angeblich das Grab des Täufers befindet.

### Krieg zwischen Herodes Antipas und Aretas
Phasaelis, die verstoßene Ehefrau von Herodes Antipas, hatte ihren Wohnsitz nach Machaerus verlegt. Von dort floh sie zu ihrem Vater Aretas (ca. 34/35 n. Chr.), wie der Geschichtsschreiber Josephus in Jüd. Alt. XVIII,5,1–2 berichtet. Die Beziehung zwischen Herodes Antipas und Aretas war bereits wegen Landstreitigkeiten belastet, die Heirat mit Herodias kränkte Aretas zusätzlich. Ein Waffengang schien unausweichlich.
Im Winter 34/35 oder 35/36 n. Chr. kam es zum Krieg. Die vorangegangene Exekution von Johannes dem Täufer hatte zur Folge, dass ein Teil der jüdischen Soldaten – nämlich die Anhänger von Johannes – Antipas die Unterstützung im Krieg gegen Aretas versagte. Herodes Antipas verlor den Krieg. Mit Hilfe der Römer konnte er zwar seine Macht behaupten, er musste aber als Kompensation die Stadt und Region Damaskus an Aretas abgeben (von 37 bis 39). Als Paulus aus Damaskus flüchtete, gehörte die Stadt zum Herrschaftsgebiet von Aretas (2 Kor 11,32 ).
Das jüdische Volk interpretierte die Niederlage von Herodes Antipas gegen Aretas als Strafe Gottes dafür, dass er zuvor Johannes den Täufer hatte hinrichten lassen.

### Zur Datierung des Todes
Nach einer längeren Gefangenschaft erfolgte die Hinrichtung des Johannes noch zu Lebzeiten Jesu (vgl. Mt 14,6–12 ; Mk 6,21–29 ). Beides ist demnach noch vor dem Tode Jesu zu datieren, den die meisten heutigen Chronologen ins Jahr 30, manche auch ins Jahr 33 datieren. Demnach setzt man die Gefangennahme des Johannes etwa um 27/28 bzw. 30/31 an und den Tod des Johannes um 28/29 bzw. 31/32.
Eine gewisse Schwierigkeit für diese von den Evangelien her erschlossene Chronologie kann man in der Darstellung des Geschichtsschreibers Josephus in den Antiquitates Judaicae sehen. Josephus berichtet wie die Evangelien, dass Herodes Antipas seine Frau verstieß, um die Frau seines Bruders heiraten zu können. (Wenn die Evangelien darin recht haben, dass Johannes’ Kritik daran der Grund für seine Inhaftierung war, müsste er bald danach ins Gefängnis gekommen sein.) Weiter berichtet Josephus aber, dass die verstoßene Frau zu ihrem Vater Aretas floh und dass dieser wegen der Schmach seiner Tochter, aber auch wegen Grenzstreitigkeiten einen Krieg mit Herodes anfing – und zwar nach dem Tod des Tetrarchen Philippus, der sich auf 33/34 datieren lässt. In diesem Krieg erlitt das Heer des Herodes eine Niederlage, und darin sahen die Juden eine Strafe Gottes für die Hinrichtung Johannes’ des Täufers.
Diese Darstellung der Ereignisse kann den Anschein erwecken, als habe man die Gefangennahme und die Hinrichtung des Johannes unmittelbar vor dem Krieg zwischen Aretas und Herodes anzusetzen und folglich erst nach 33/34. Gewöhnlich wird diese Schlussfolgerung aber nicht gezogen, weil sie entweder die etablierte Chronologie Jesu (wonach er 30 oder 33 gestorben ist) oder die Gleichzeitigkeit des öffentlichen Wirkens von Johannes und Jesus in Frage stellen würde. Der Bericht des Josephus stammt aus dem Jahr 94, also lange nach den Ereignissen und über 20 Jahre nach dem frühesten Evangelium, dem Markusevangelium. Josephus scheint hier, wie er es oft tut, im Rückblick einige um etliche Jahre auseinander liegende Geschehnisse summarisch so zusammenzufassen, als würden sie unmittelbar aufeinander folgen.

## Islam

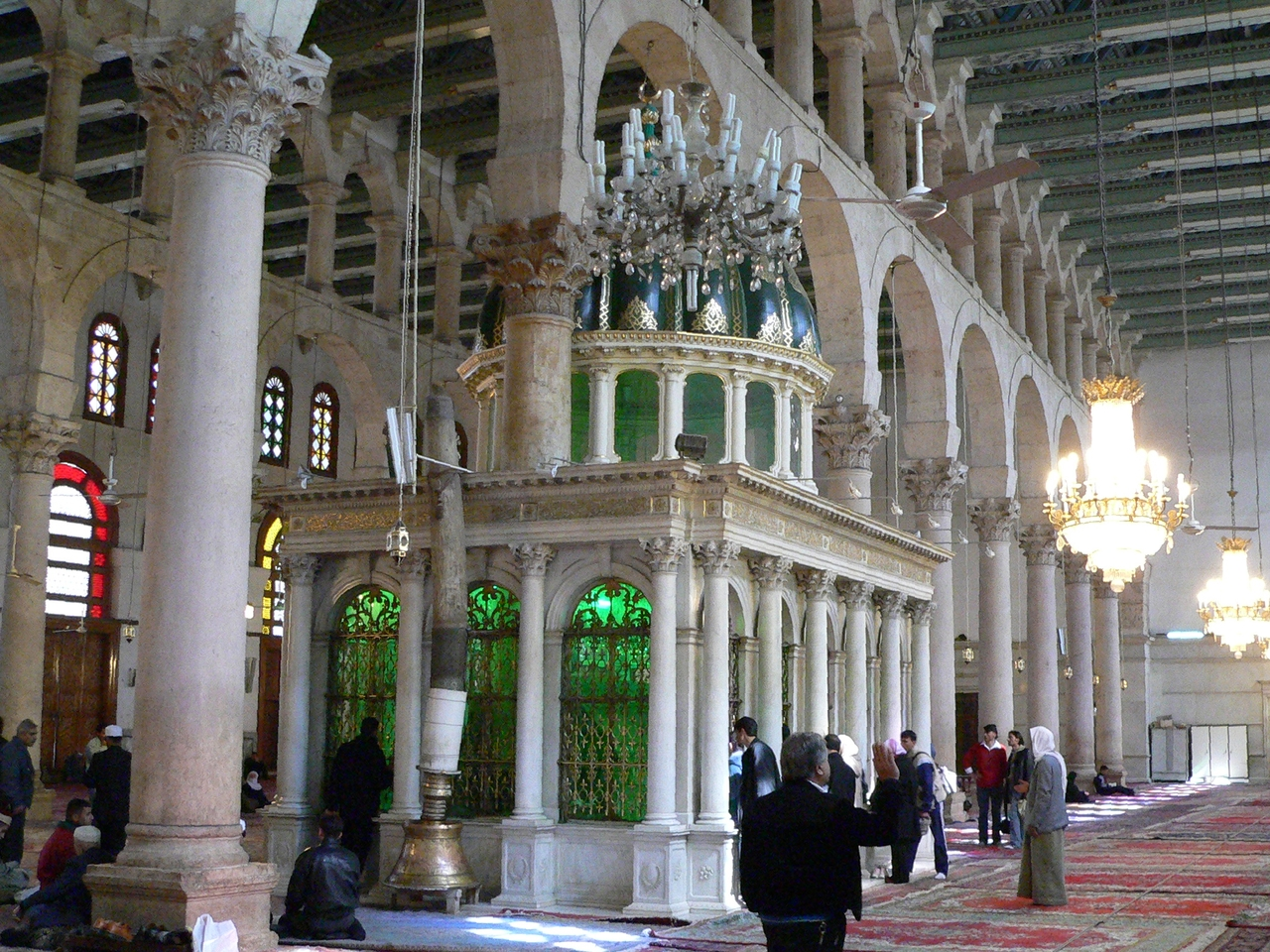
Schrein Johannes’ des Täufers in der Umayyaden-Moschee in Damaskus

Auch der Koran erwähnt Johannes (als يحيى / Yaḥyā) und schildert, dass Zacharias Nachricht über die Geburt eines Sohnes von Engeln bekam. Er bat Allah um ein Zeichen, woraufhin Zacharias drei Tage lang (anders in der Version des Neuen Testaments) nicht zu den Menschen (Sure 3:38–41, 19:10) sprach. Der Koran gibt zwar keine Details zum Leben Johannes’, sagt aber, dass er „Weisheit“ hatte, „als er noch ein Kind war“ (19:13).
Es wird berichtet, dass Johannes mit wilden Tieren aß, da er den Kontakt mit anderen Menschen fürchtete. Überdies weinte Johannes sehr oft. Dies begründete er damit, dass die Brücke zwischen Hölle und Paradies nur mit Tränen überschritten werden könne.
Die Anhänger Johannes’ des Täufers werden im Koran vermutlich als Sabäer bezeichnet. Als Anhänger einer Buchreligion genießen sie im islamischen Staat besonderen Schutz, wenn sie die Dschizya (eine Steuer für Christen, Juden und Sabäer) leisten. Muslime nennen Johannes wie die Mandäer Yahya.

## Verehrung in der Kirche

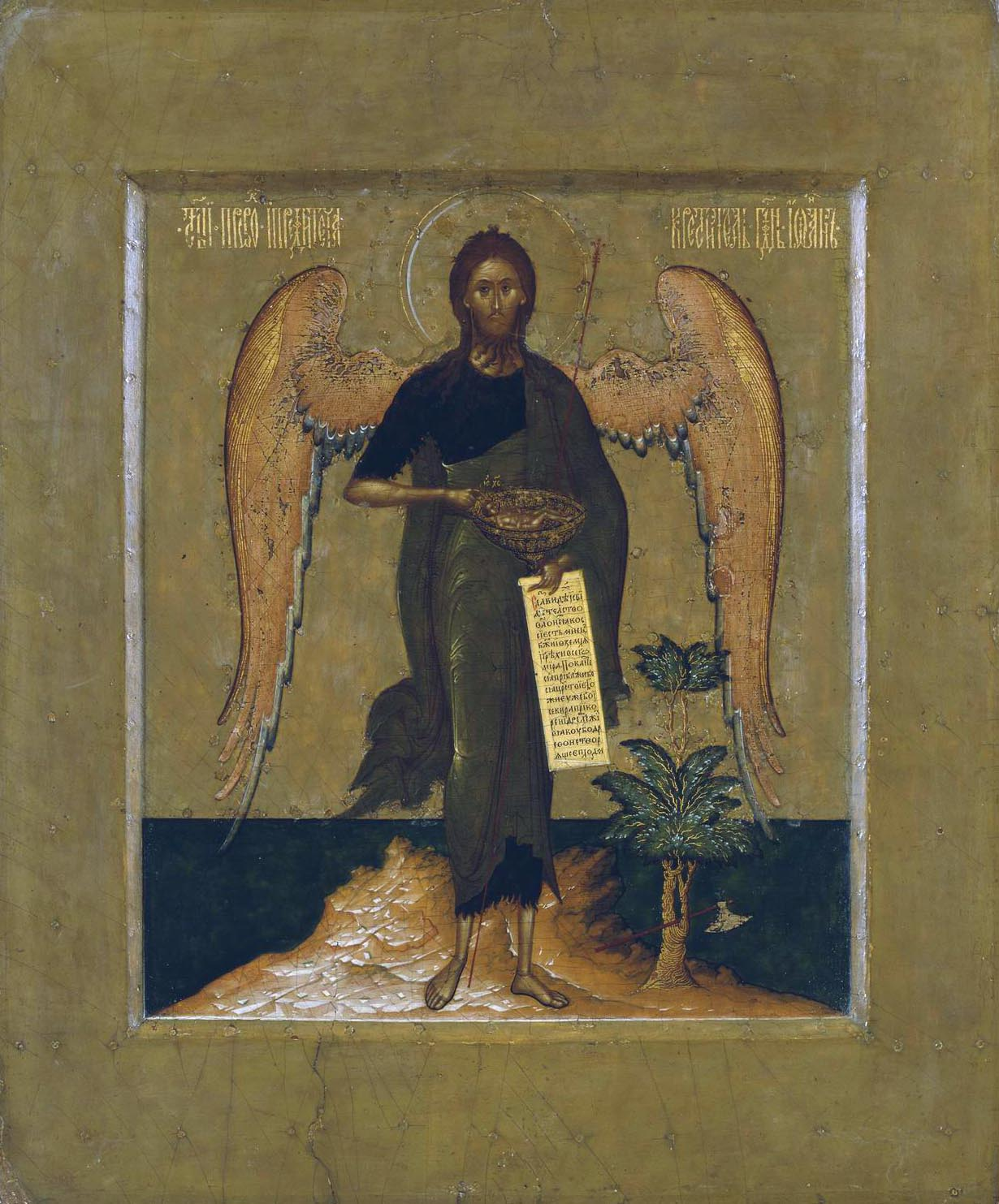
Johannes der Täufer (Wüstenengel) mit dem im Kelch liegenden Christuskind, russische Ikone von 1620

Johannes der Täufer ist einer der bedeutendsten Heiligen der orthodoxen und der katholischen Kirche. Er gilt als letzter und größter der Propheten, als adventlicher Wegbereiter Jesu und als Vorbild des Asketen.

### Rezeption in der Alten Kirche
Die Kirchenväter griffen Johannes den Täufer als eine der maßgeblichen Gestalten der Evangelien auf und rangen um ein theologisches Verständnis des heiligen Johannes, das sich mit der Christologie, die sich seit der Abfassung neutestamentlicher Schriften entwickelt hatte, vereinbaren ließe. Insbesondere die Taufe Jesu durch Johannes zwang Kommentatoren der Evangelien durch die Kirchengeschichte hindurch, hohe Christologie (Jesus als präexistenter Gottessohn) zu verbinden mit der Bitte Jesu, sich einer Taufe durch Johannes zu unterziehen.
In der apokryphen Literatur befinden sich viele Beispiele für legendenhafte Ausschmückungen und erbauliche Frömmigkeitsliteratur, die die Kindheit Johannes’ des Täufers zum Gegenstand haben.

### Lokale Verehrung

Johannes der Täufer im Wappen von Künzelsau

Taufkapellen sind häufig Johannes dem Täufer geweiht.
Johannes der Täufer ist Schutzpatron von Florenz und von Perth in Schottland, das deshalb lange als „St. John’s Town“ bezeichnet wurde. Johannes ist Schutzheiliger des Johanniter- bzw. Malteserritterordens. Siehe auch Johanniter.
In zahlreichen Stadtwappen erscheint Johannes der Täufer als Stadtheiliger.

### Feste
Das Fest der Geburt des Täufers ist der 24. Juni, der Johannistag, der in fast allen Kirchen begangen wird. Das Datum des Johannistags leitet sich daher ab, dass Johannes nach dem Lukasevangelium sechs Monate älter als Jesus war; so wurde das Fest der Geburt des Täufers auf den Tag sechs Monate vor dem Heiligen Abend gelegt. Neben der Gottesmutter Maria ist Johannes der Täufer der einzige Heilige, dessen Geburtsfest in der römisch-katholischen Liturgie mit einem Hochfest begangen wird. Bis 1955 galt der Vortag dieses Festes als Vigiltag, die Vorabendmesse kann mittlerweile mit eigenen Propriumstexten begangen werden.
Auch der altkirchliche Gedenktag der Enthauptung Johannes’ des Täufers findet sich in den Festkalendern verschiedener Konfessionen, erlangte jedoch geringere Bedeutung als das Geburtsfest:
- Alt-Jerusalemer Liturgie (29. August)[19]
- Orthodoxe Kirchen (29. August)
- Römisch-katholische Kirche (29. August)
- Armenisch-Apostolische Kirche (29. August, liturgisch am ersten Samstag nach Ostern gefeiert)
- Koptisch-Orthodoxe Kirche (30. August)
- Syrisch-Orthodoxe Kirche von Antiochien (als Fest am 7. Januar, ferner am 29. August, 20. Oktober und 15. Dezember)
- Syrische Kirche des Ostens (7. Januar)[20]
- Anglikanische Gemeinschaft (29. August)[21]
- Lutheran Church – Missouri Synod (29. August)
- In der zum Beginn des Kirchenjahrs 2018/2019 für die Evangelische Kirche in Deutschland eingeführten neuen Perikopenordnung wurde der 29. August als „Gedenktag der Enthauptung Johannes des Täufers“ festgelegt.[15][22]

Die orthodoxen Kirchen kennen darüber hinaus noch die Gedenktage
- 7. Januar (ältestes Johannesgedenken am Tag nach dem Erscheinungsfest, an dem auch die Taufe Jesu gefeiert wird);
- 24. Februar (erste und zweite Auffindung des Hauptes Johannes’ des Täufers);
- 25. Mai (dritte Auffindung des Hauptes Johannes’ des Täufers);
- 23. September (Empfängnis Johannes’ des Täufers).

### Reliquien

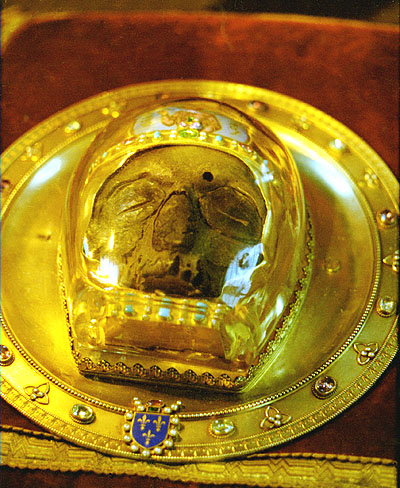
Kopfreliquie in Amiens

Es gibt mehrere Orte, die beanspruchen, das Haupt des Heiligen als Reliquie zu besitzen. Zum einen die Kirche San Silvestro in Capite in Rom, daneben auch die Kathedrale von Amiens. Der dortigen Überlieferung zufolge brachte der Domherr von Picquigny Wallon de Sarton 1204 die Kopfreliquie als Kriegsbeute vom Vierten Kreuzzug aus Konstantinopel mit und übergab sie seinem Onkel, dem Bischof Richard de Gerberoy in Amiens. Aber auch die Omayadden-Moschee (in vorislamischer Zeit die Johanniskathedrale) in Damaskus und die dem heiligen Johannes geweihte Kirche im jordanischen Madaba beanspruchen, das Haupt des Täufers zu verwahren.
2010 wurde bei Ausgrabungen auf der Schwarzmeerinsel Sweti Iwan im Kirchenaltar des ehemaligen kaiserlichen Johannes-der-Täufer-Klosters ein Reliquiar mit der Inschrift „Johannes der Täufer“ gefunden. In der Urne wurden Zahn, Hand-, Fuß- und Kieferknochen sowie Tierknochen entdeckt. Bulgarische Archäologen wollen die Reliquien, die im 4. Jahrhundert n. Chr. von Konstantinopel nach Sosopol gelangten, Johannes dem Täufer zuordnen. Im Juni 2012 veröffentlichten Thomas Higham von der University of Oxford und Hannes Schroeder von der Universität Kopenhagen die Ergebnisse ihrer DNA-Analyse, nach der alle Überreste von ein und demselben Mann aus dem Nahen Osten stammten, und datierten diese auf das erste Jahrhundert nach Christus. Die Reliquien werden in der Kirche der heiligen Cyrill und Methodius im naheliegenden Sosopol aufbewahrt.
Im Topkapi-Palast in Istanbul wird im Pavillon Emanat-ı mukaddese ein goldenes Armreliquiar ausgestellt, das die Knochen des rechten Unterarms Johannes’ des Täufers enthalten soll. Die Reliquie wurde von Mehmet II. bei der Eroberung Konstantinopels 1453 erbeutet. Ebenso wird ein Stück des Schädels von Johannes gezeigt.

### Bildende Kunst

Johannes der Täufer in der bildenden Kunst
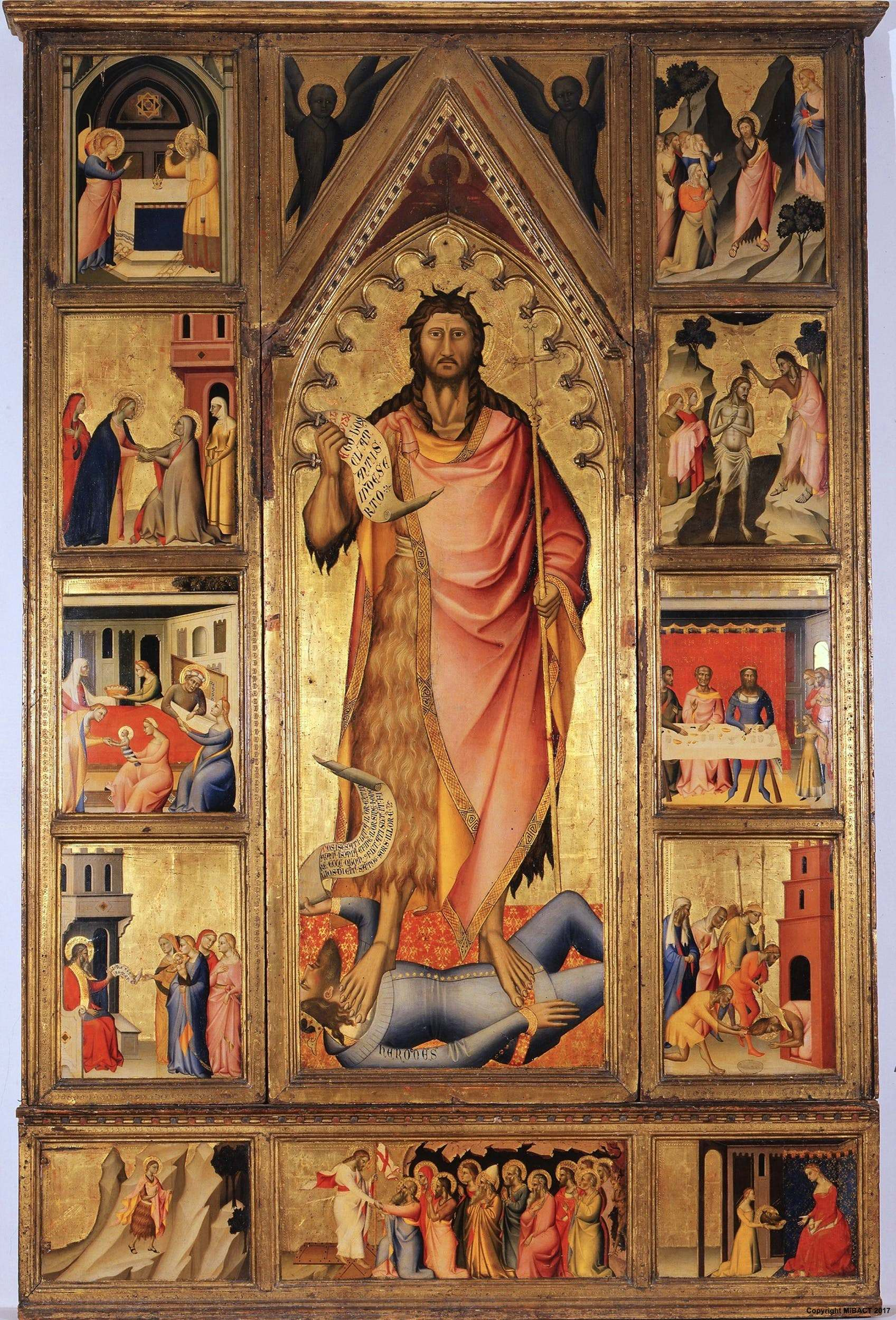
Giovanni del Biondo: Altartafel um 1360 (Contini Bonacossi Collection, Florenz)
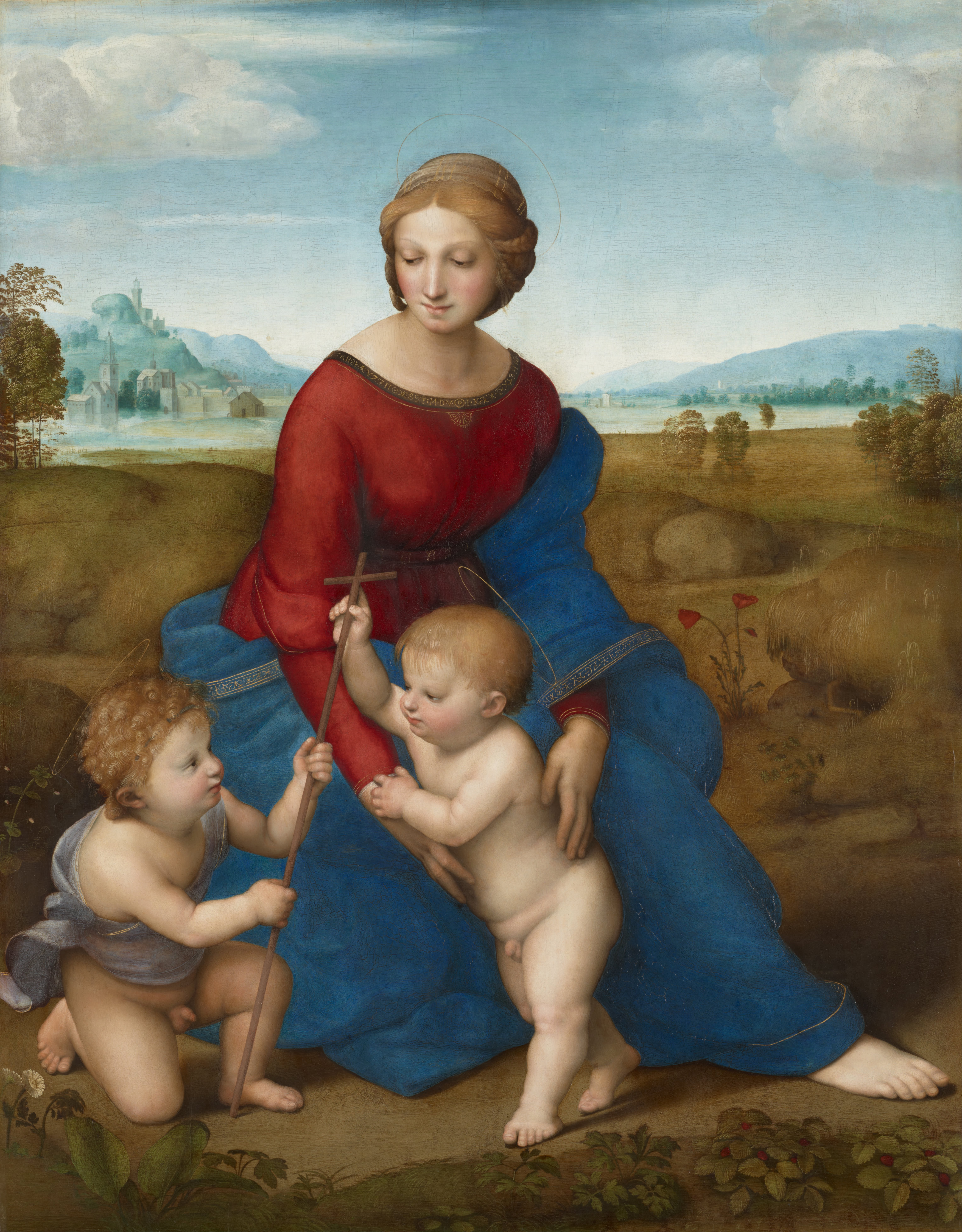
Raffael: Madonna im Grünen, 1505–1506 (Kunsthistorisches Museum Wien)
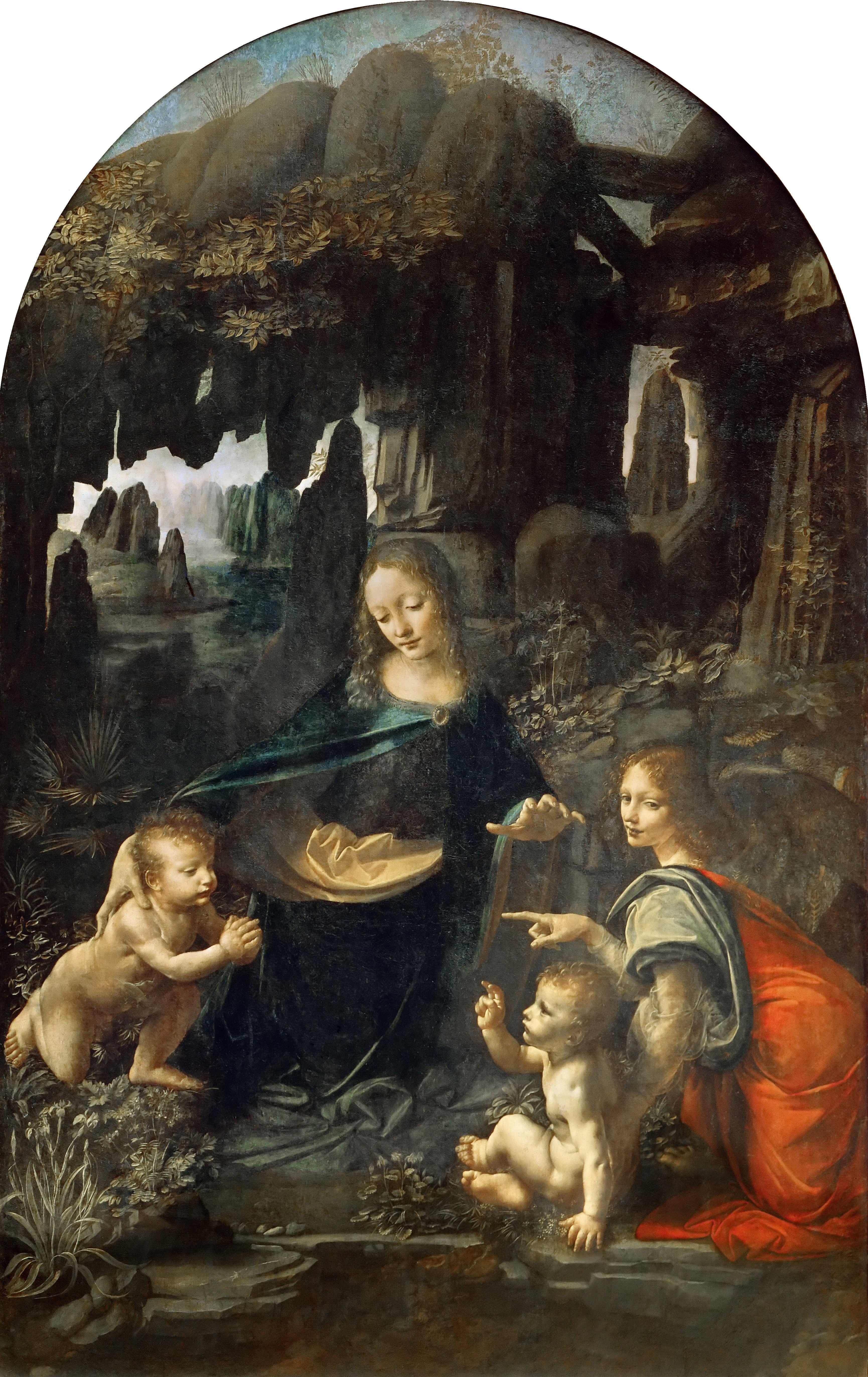
Leonardo da Vinci: Felsgrottenmadonna, um 1485 (Louvre)
Leonardo da Vinci: Johannes der Täufer mit deutendem Zeigefinger, Fellgewand und Kreuzstab, 1513–1516 (Louvre)
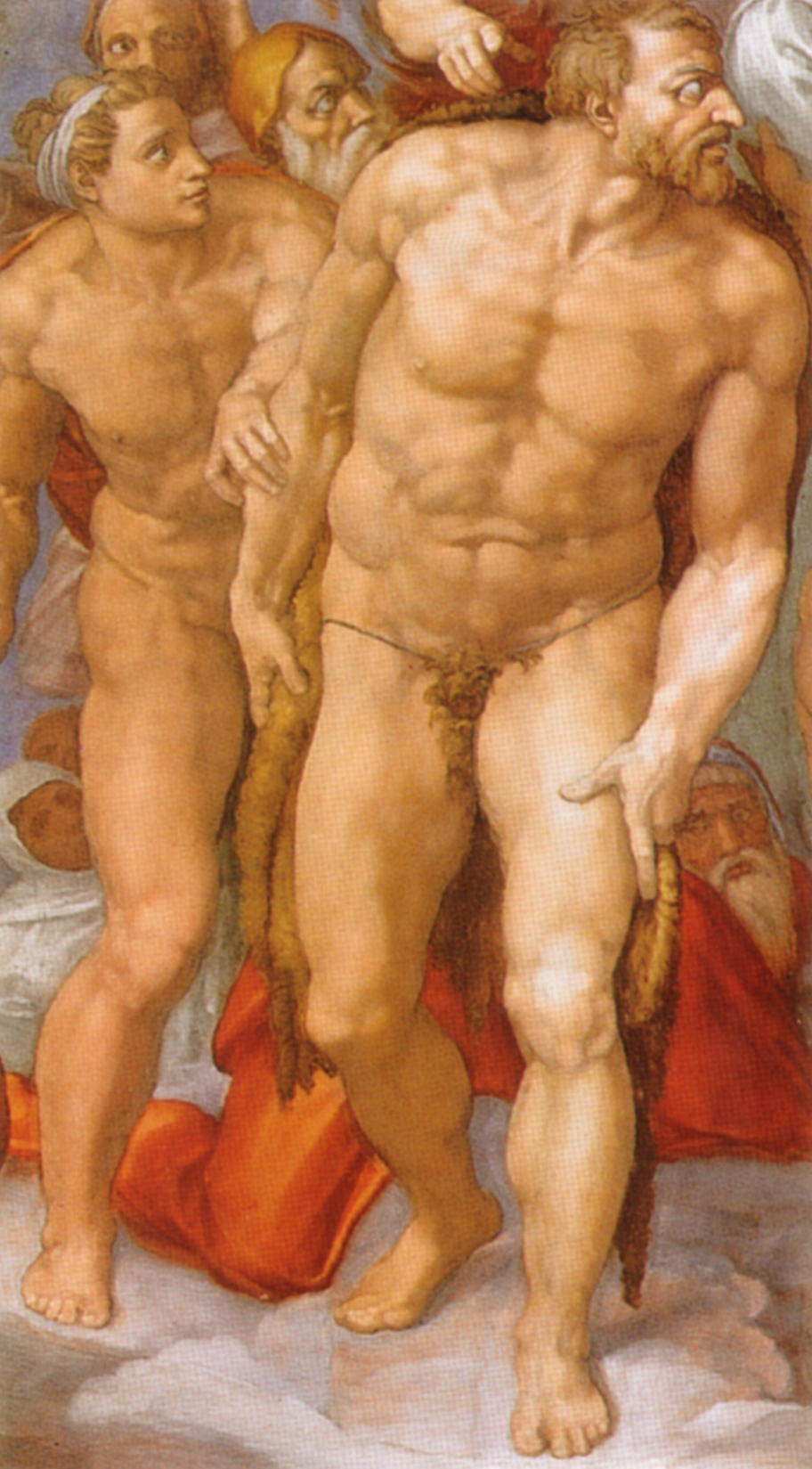
Michelangelo: Detail aus dem Fresko des Jüngsten Gerichts, um 1540 (Sixtinische Kapelle, Rom)
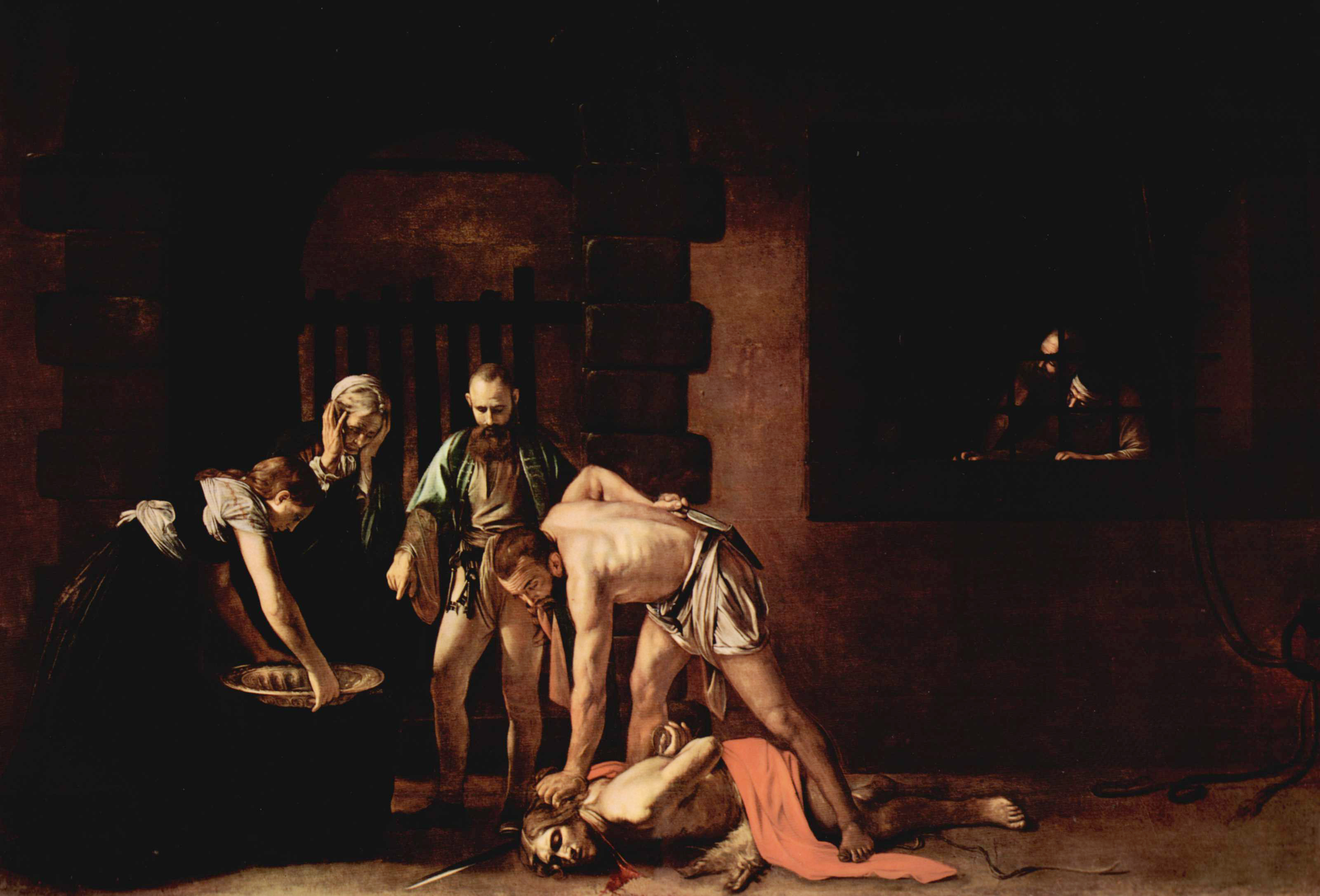
Caravaggio: Die Enthauptung Johannes des Täufers, 1608 (Kon-Katidral ta’ San Ġwann, Valletta, Malta)
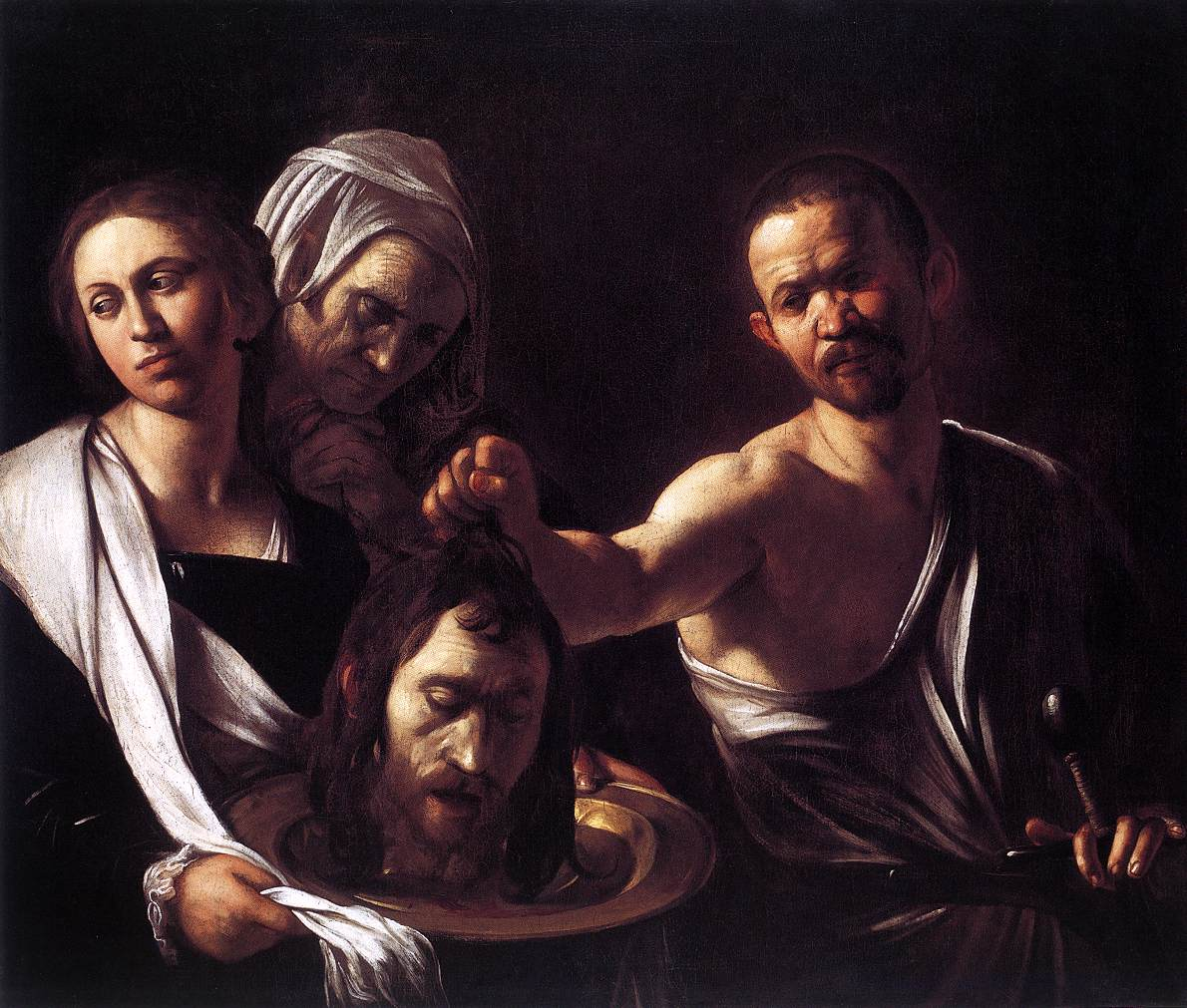
Caravaggio: Salome mit dem Kopf Johannes des Täufers, 1607 (National Gallery, London)
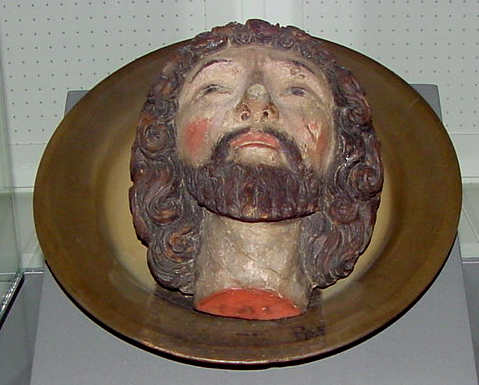
Johannisschüssel aus dem Braith-Mali-Museum in Biberach an der Riß

### Numismatik

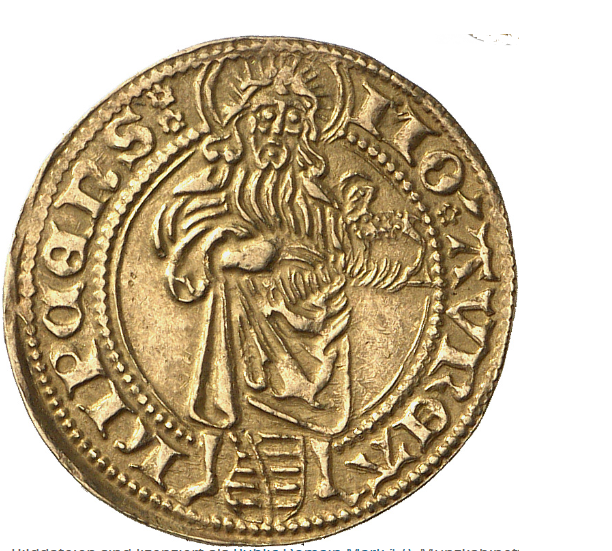
Goldgulden der Groschenzeit Sachsens mit Johannes dem Täufer, erstmals mit Hinweis auf die Münzstätte Leipzig

## Rezeption